# Tiane Doan Na Champassak
 (mars 2022).
Tiane Doan na Champassak (né à Puyvert en 1973) est un photographe plasticien français d’origine asiatique, connu particulièrement par ses livres d’artiste.
Après une fructueuse carrière de reporter-photographe en partenariat avec l’Agence Vu – période durant laquelle il remporte un World Press Photo et le Prix Roger-Pic, tout en obtenant les bourses de la Fondation Jean-Luc Lagardère et de la Villa Médicis Hors les Murs –, Tiane Doan na Champassak s’est tourné vers la photographie en tant que forme d’art contemporain. En transformant, réutilisant et juxtaposant des documents trouvés sur internet, des images personnelles, des photographies vernaculaires ou des coupures de magazines, l’artiste a créé un riche corpus d’œuvres où il explore notamment divers aspects de la sexualité, comme l'ambiguïté et la censure.
Tiane Doan na Champassak a publié un grand nombre de livres d'artistes qui font partie d'importantes collections privées et publiques, tant en France qu’à l’étranger, comme le Centre Pompidou et la Maison européenne de la photographie (Paris), Tate Modern (Londres), Getty Research Institute (Los Angeles), International Center of Photography (New York).

## Livres d’artiste
- Indo-Chine, Humboldt Books, 2022
- Via Pia, Siam’s Guy Books, 2021
- Making Of / Taking Off, Siam’s Guy Books, 2020
- The Veil of Maya 3, Siam’s Guy Books, 2020
- City, Siam’s Guy Books, 2019
- The Veil of Maya 2, Siam’s Guy Books, 2019
- The Veil of Maya 1, Siam’s Guy Books, 2018
- Scraps, RVB Books, 2018
- Strokes, Siam’s Guy Books, 2018
- All the Posters Fit to Print, Siam’s Guy Books, 2018
- Censored, RVB Books, 2017
- 3AM (AM Projects), Akina, 2017
- The Strip, Siam’s Guy Books, 2017
- 41.667, Siam’s Guy Books, 2016
- Tamarind Ghosts, Éditions du Lic, 2016
- Hardcore, Siam’s Guy Books, 2016
- Palms, Siam’s Guy Books, 2016
- Siam’s Guy, RVB Books, 2016
- My Freedom, Siam’s Guy Books, 2016
- No Photos, Siam’s Guy Books, 2015
- Ovr Sxe Dsir, Siam’s Guy Books, 2015
- Abstracts (AM Projects), ADAD Books, 2015
- Sunless, Éditions du Lic, 2015
- Sale, RVB Books, 2014
- Kolkata, Éditions Bessard, 2014
- dick999, RVB Books, 2014
- Looters (deuxième édition) Siam’s Guy Books, 2014
- Credo, Siam’s Guy Books, 2013
- Spleen and Ideal, Mörel Books, 2012
- Nocturnes (AM Project), Dienacht Publishing, 2012
- The Father of Pop Dance, Siam’s Guy Books, 2012[6]
- Tantra, Siam’s Guy Books, 2012
- Looters, Siam’s Guy Books, 2011
- The King of Photography, Siam’s Guy Books, 2011
- No Photo, Bellybandbooks, 2011
- Le Sexe des Anges, Éditions de la Martinière, 2003

## Films
Natpwe, the Feast of the Spirits, Tiane Doan Na Champassak et Jean Dubrel, 2012 – Lauréat du Scribe Prize for Cinema 2012 et lauréat du meilleur court métrage documentaire CIDFF 2013. Sélection officielle: TIFF 2013, NYFF 2013, Festcurtas Belo Horizonte 2013, DOCLISBOA 2013 et IDFA 2013. 

## Expositions
- Censored, Fflag, Turin, novembre 2020
- The Hoodie, Het Nieuwe Instituut, Rotterdam, novembre 2019
- Sunless et Corpus, Résidence 1+2, Toulouse, novembre 2018
- Corpus, ISelf Collection : Bumped Bodies, Whitechapel Gallery, Londres, avril 2018
- Spleen and Ideal, Eyes Wild Open, Museum of Botanique, Bruxelles, février 2018
- Censored, Galerie Polka, Paris Photo, novembre 2016
- Public, Private, Secret (Looters), ICP Museum, New York, juin 2016
- Siam’s Guy, RVB Books Gallery, Paris, juin 2016
- Sunless, Silencio, Paris, avril 2016
- Looters – Strange and Familiar : Britain as revealed by International Photographers, Barbican Centre, Londres, mars 2016
- Abstracts (AM Projects), Galerie Honoré, Paris, octobre 2015
- Sunless, Galerie Polka, Paris, septembre 2015
- Abstracts (AM Projects), Copperfield Gallery, Londres, mai 2015
- Looters, Format International Photography Festival, Derby, mars 2015
- Fieret + Tiane, Kahmann Gallery, Amsterdam, décembre 2014[7]
- dick999, East Wing Gallery, Paris Photo, novembre 2014
- Looters, Galerie Les Yeux Ouverts, Fontainebleau, octobre 2014
- Sunless, Kahmann Gallery, PAN Amsterdam, novembre 2013
- Sunless, Kahmann Gallery, Unseen Photo Fair Amsterdam, septembre 2013
- Looters, East Wing Gallery, Unseen Photo Fair Amsterdam, septembre 2013
- Showroom – Spleen and Ideal, The Copper House Gallery, Dublin, juin 2013
- Looters, LWS Gallery, Paris, mai 2013
- Spleen and Ideal, East Wing Gallery, Paris-Photo, novembre 2012
- Spleen and Ideal, East Wing Gallery, Unseen Photo Fair Amsterdam, septembre 2012
- Between the Lines, Croxhapox, Gand, mai 2012
- Crossing Lalibela, Dumbarton Oaks Museum, Washington DC, juin – octobre 2011
- Kolkata, Metropolis 2.0, The Empty Quarter Gallery, Dubai, octobre 2011
- Kolkata, Noorderlicht Photofestival 2011, septembre 2011
- Corpus, Kahmann Gallery, Amsterdam, juin 2009
- Eunuchs, Angkor Photography Festival (Cambodge), novembre 2007
- Credo - India, Noorderlicht Photofestival 2007, Groningen, septembre 2007
- Un/Mill à 2.8, Maison Européenne de la Photographie, Paris, novembre 2006[8]
- Ecstasy, Images’ 04, Vevey, septembre 2004
- Perspectives on Ten New European Capitals, avenue des Champs-Élysées, Paris, mai 2004